# Liste der Monuments historiques in Châtillon-la-Borde
Die Liste der Monuments historiques in Châtillon-la-Borde führt die Monuments historiques in der französischen Gemeinde Châtillon-la-Borde auf.

## Liste der Bauwerke
| Bezeichnung | Beschreibung              | Standort              | Kennzeichnung | Schutzstatus | Datum | Bild           |
| ----------- | ------------------------- | --------------------- | ------------- | ------------ | ----- | -------------- |
| Taubenturm  | Erbaut im 16. Jahrhundert | 15, Grande-Rue (Lage) | PA00086882    | Inscrit      | 1987  | weitere Bilder |

## Liste der Objekte
| Bezeichnung                | Beschreibung                             | Standort                         | Kennzeichnung | Schutzstatus | Datum | Bild |
| -------------------------- | ---------------------------------------- | -------------------------------- | ------------- | ------------ | ----- | ---- |
| Skulptur Jungfrau Maria    | Holz, 15. Jahrhundert                    | in der Kirche Notre-Dame du Pain | PM77002600    | Classé       | 1977  |      |
| Skulptur Christus am Kreuz | Holz, polychrom gefasst, 18. Jahrhundert | in der Kirche Notre-Dame du Pain | PM77002599    | Inscrit      | 1977  |      |